# 캔버라 라인햄 공립 초등학교

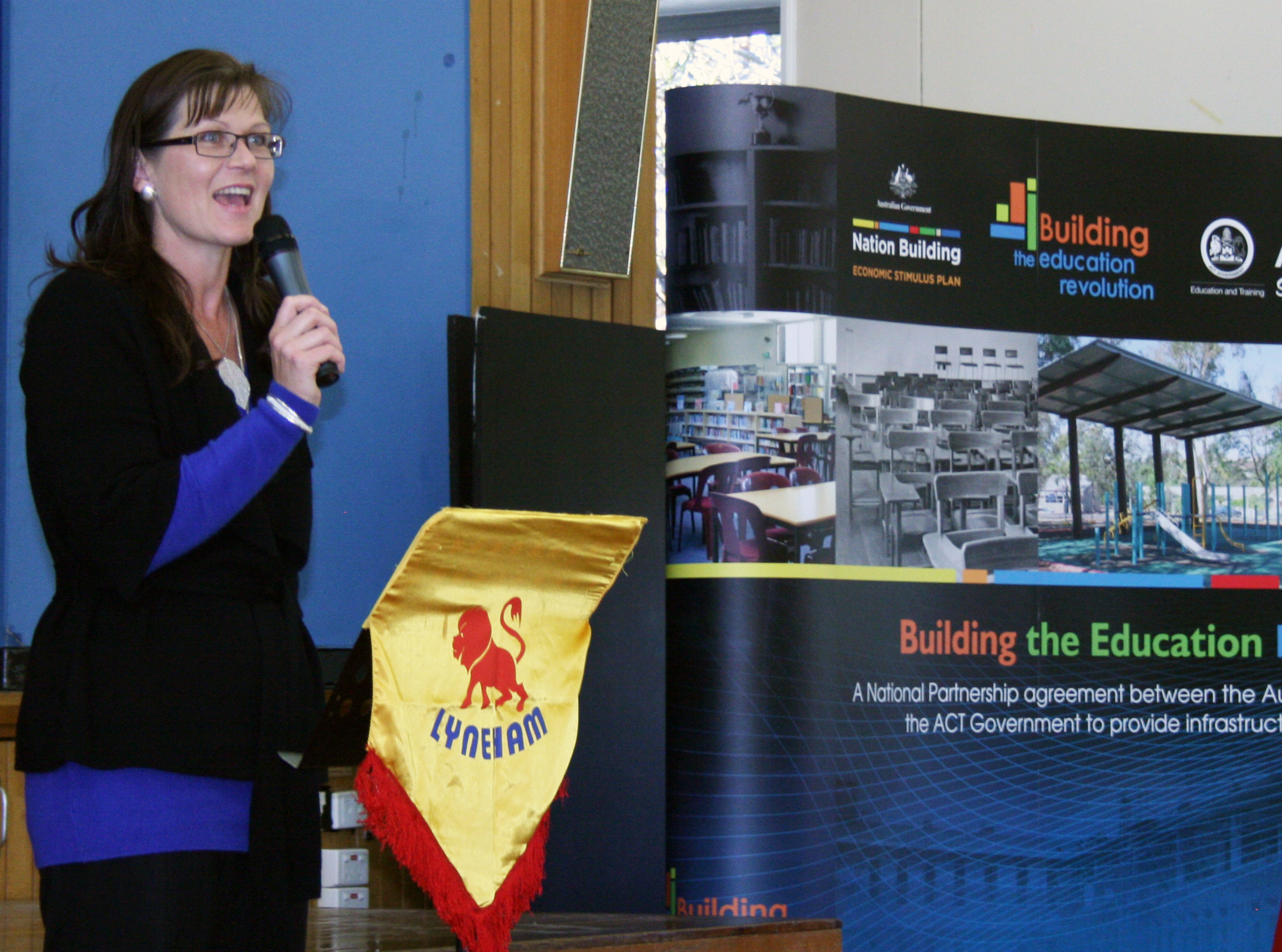

캔버라 라인햄 공립 초등학교(Canberra Lyneham Primary School)는 오스트레일리아 캔버라의 공립 초등학교이다. 1959년 첫 개교되었다.